# 오크목산
오크목산(Mount Okmok) 또는 옥목산은 알래스카주의 움낙섬 북부에 있는 대형 화산이다. 이 화산은 정상에 지름 9.3km의 칼데라가 있으며, 칼데라 북쪽은 뚫려있다. 칼데라의 지름은 9.3km로 지름 10km인 아니아크착 산에 비해 약간 작다. 그러나 최근까지도 분화를 한 활화산으로 2008년에 마지막으로 대규모 분화를 일으켰으며(화산 폭발 지수 4), 이는 21세기의 가장 강력한 분화 중 하나로 기록되었다. 이 때 경고 없이 갑자기 분화하였다고 한다. 이 분화로 칼데라 내에 다른 화산이 형성되었으며, 또한 한참 떨어진 카사토치 섬이 지수 4로 8월 대분화하며 2008년 7월~8월 사이에 대규모 분화가 2번 연속으로 일어나는 기록되었다. 2008년 이전에는 1997년에 분화가 있었다. 대부분 봉우리 A에서 분출하였으며, 2008년에는 칼데라 바닥에서 분출하였다. 현재는 활동이 그냥 평범한 수준에 그치고 있다. 칼데라는 기원전 100년에 일어난 대폭발로 형성되었으며, 이 당시 분화 규모는 화산 폭발 지수 6이었다.